# Atto revocabile
La revocabilità è caratterizzata da un negozio di ultima volontà. 
La facoltà di mutare o revocare le disposizioni testamentarie può essere sempre fatta, e può riferirsi all'intero testamento o a delle singole disposizioni. La revoca è espressa quando viene disposta con un nuovo testamento o con atto ricevuto dal notaio in presenza di due testimoni; un testamento valido, in qualunque forma, è un mezzo efficiente per revocare ogni precedente testamento pubblico. 
La revoca di un testamento a sua volta può essere revocata con una revoca espressa; quindi quando c'è una revoca della revoca si ha la reviviscenza (il divenire di nuovo attuale) delle disposizioni fissate prima della revoca. Si ha la revoca tacita o implicita quando le nuove disposizioni sono incompatibili con quelle di un testamento anteriore.